# Preston Parker
Preston Parker (Delray Beach, 13 febbraio 1987) è un giocatore di football americano statunitense sp che gioca nel ruolo di wide receiver per i Tampa Bay Buccaneers della National Football League (NFL). Dopo non essere stato scelto nel Draft NFL 2010 firmò coi Buccaneers. Al college ha giocato a football alla University of North Alabama.

## Carriera professionistica

### Tampa Bay Buccaneers
Dopo non essere stato scelto nel Draft 2010, Parker firmò coi Tampa Bay Buccaneers. Grazie a un'ottima pre-stagione, Parker entrò nel roster finale della squadra. Nella sua stagione da rookie giocò solo 9 spezzoni di partita ricevendo 4 passaggi.
Nella seconda annata da professionista, Parkler disputò tutte le sedici gare stagionali, nessuna delle quali come titolare, guadagnando 554 yard ricezione e segnando 3 touchdown. Nell'aprile 2012, egli firmò un prolungamento contrattuale annuale del valore di 540.000 dollari.

## Vittorie e premi
Nessuno

## Statistiche
| Partite totali             | 25  |
| Partite totali da titolare | 0   |
| Yard su ricezione          | 596 |
| Touchdown su ricezione     | 3   |